# Inteligência: Múltiplas Perspectivas
Inteligência: Múltiplas Perspectivas é um livro de Howard Gardner publicado em 2000. Nele, o autor trata das contribuições das teorias neopiagetianas representadas por Robbie Case e Kurt Fischer. Chama-se neopiagetianas porque preservaram os aspectos gerais da teoria de Jean Piaget, como os estágios e o processo de aquisição do conhecimento. No entanto, elas tinham as suas peculiaridades, tinham seu próprio vocabulário; por exemplo: a teoria de Robbie Case relata um vocabulário mais próximo da linguagem da informática porque ele costuma comparar a inteligência ao processamento de informação dos computadores.
Esses pesquisadores acrescentaram estágios finos (subestágios) aos estágios já existentes. Desenvolveram métodos exatos para determinar os estágios ou níveis de desempenho da criança. Incluíram o desenvolvimento emocional. Se interessaram por questões de educação mais que Piaget . Enfatizaram a importância do contexto e do conteúdo. Ao invés de serem piagetianos extremos, os teóricos diziam que os indivíduos podem estar num estágio de desenvolvimento com conteúdos que são familiares e num outro estágio inferior com conteúdos desconhecidos.